# Patrick Evenepoel
Pour les articles homonymes, voir Evenepoel.
Patrick Evenepoel (né le 20 août 1968 à Etterbeek) est un coureur cycliste belge des années 1990. Son fils, Remco (né en 2000) est également coureur cycliste.

## Palmarès et résultats

### Palmarès par année
- 1987
  - Grand Prix Général Patton
  - 2e du championnat du Brabant juniors
- 1990
  - 2e du Triptyque ardennais
- 1991
  - 2eb étape du Circuit franco-belge
  - Seraing-Aix-Seraing
  - Championnat du Brabant
  - 2e du Tour du Hainaut
- 1992
  - 2e de la Gullegem Koerse
  - 3e de Bruxelles-Ingooigem
- 1993
  - Grand Prix de Wallonie

### Résultat sur le Tour d’Espagne
1 participation
- 1993 : 113e